# Alerta Nacional (programa de televisión brasileño)
Alerta Nacional es un programa de televisión periodístico brasileño generado por TV A Crítica y transmitido en cadena nacional por RedeTV!. Se originó en Alerta Amazonas, un programa policial comandado por Sikêra Júnior que llegaba al liderazgo aislado de la audiencia en el estado de Amazonas durante el horario de máxima audiencia.

## Historia
Debido al gran éxito de Alerta Amazonas, el 18 de diciembre de 2019, RedeTV! anunció una alianza con TV A Crítica para transmitir el programa en el mismo formato en la televisión nacional.

### Pruebas y desafío condelay
Como el programa es anclado desde la capital de Amazonas, el 22 de enero de 2020, se realizaron pruebas de comunicación entre Manaus y Osasco, sede de RedeTV! Sao Paulo El delay fue de casi ocho segundos, pues hay 2 680 km en línea recta entre ciudades. El equipo técnico trabajó para reducir este tiempo, evitando problemas de comunicación entre el presentador y los reporteros.

### Debut
Alerta Nacional se estrenó el 28 de enero de 2020, a las 18 horas (UTC-3), transmitido en todo Brasil y en las plataformas digitales de RedeTV!.
En Youtube, 11.000 espectadores simultáneos acudieron a seguir la retransmisión en directo, que acabó con unas 130.000 visualizaciones. En Facebook, la transmisión en vivo obtuvo 170,000 visitas después de que terminó el programa. En Twitter, incluso lideró los temas principales en la lista "Brasil" durante más de una hora y estuvo entre los cinco temas más comentados en la lista "Mundo".

## Audiencia judicial
| Año  | valor en puntos                       | Debut                  | Porcentaje anual (em pontos) |
| 2020 | 74,9 mil hogares o 203,3 mil personas | 1.5 con un pico de 1.7 | 2.1                          |
| 2021 | 76,5 mil hogares o 205,3 mil personas | 1.7 con un pico de 2.3 |                              |
| ---- | ------------------------------------- | ---------------------- | ---------------------------- |

Frente al programa que ocupó la misma franja horaria, Tricotando, Alerta Nacional mostró una mejora del 200% en ratings. Con unas semanas al aire, logró sacar la emisora de la línea (cuando la audiencia no llega a 1 punto). Junto con RedeTV! News, el promedio de 18h a 20h30 en el Gran São Paulo pasó de 0,4 a 1,2 puntos, con más de 2 puntos pico. El 25 de febrero de 2020 obtuvo 1,7 puntos con un pico de 2,7, un número bajo pero que la cadena no veía en la franja horaria desde 2012.
Después de un apagón técnico ocurrido en la Rede Bandeirantes, Alerta Nacional, el 26 de marzo de 2020, adelantó a Brasil Urgente por primera vez en el Gran São Paulo. El programa registró 3,0 puntos promedio y 3,8 pico. Al día siguiente, el presentador se solidarizó con toda la Banda y dijo que sería injusto de su parte celebrar el hecho.

## Formato
Alerta Nacional se genera en los estudios de TV A Crítica, en Manaus, siendo el primer programa periodístico en la historia de la televisión brasileña que se genera en la región Norte. Cuenta con un equipo de reporteros de RedeTV! movilizados en las grandes ciudades, trayendo noticias del panorama nacional con reportajes exclusivos y enlaces en vivo.
Siguiendo el mismo formato del programa original, Alerta Nacional muestra una serie de historias policiales, con la interacción del presentador y los reporteros en los grandes centros urbanos de Brasil. Se muestra durante 90 minutos de lunes a viernes a las 18:00 ( hora de Brasilia ).

## Presentadores

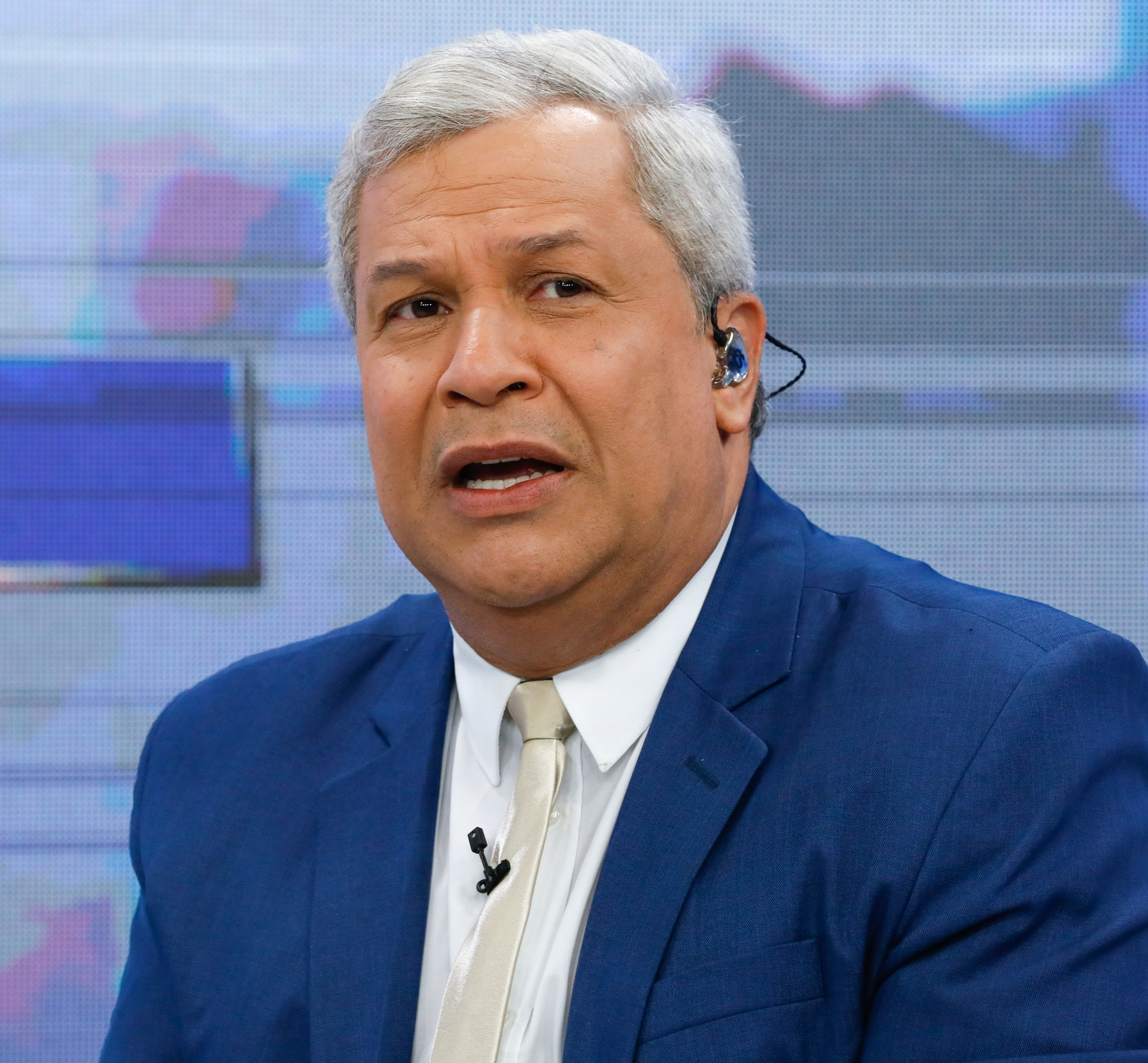
Sikêra Júnior presenta la Alerta Nacional desde 2020.

### Actual
- Sikêra Júnior

### Eventuales
- Mayara Rocha (desde 2020)[14]
- Luiz Rodrigues (desde 2020)

### Antiguos
- Bruno Fonseca (2020)[15]

## Caracteres
El elenco está compuesto por los camarógrafos y el personal de producción del programa.

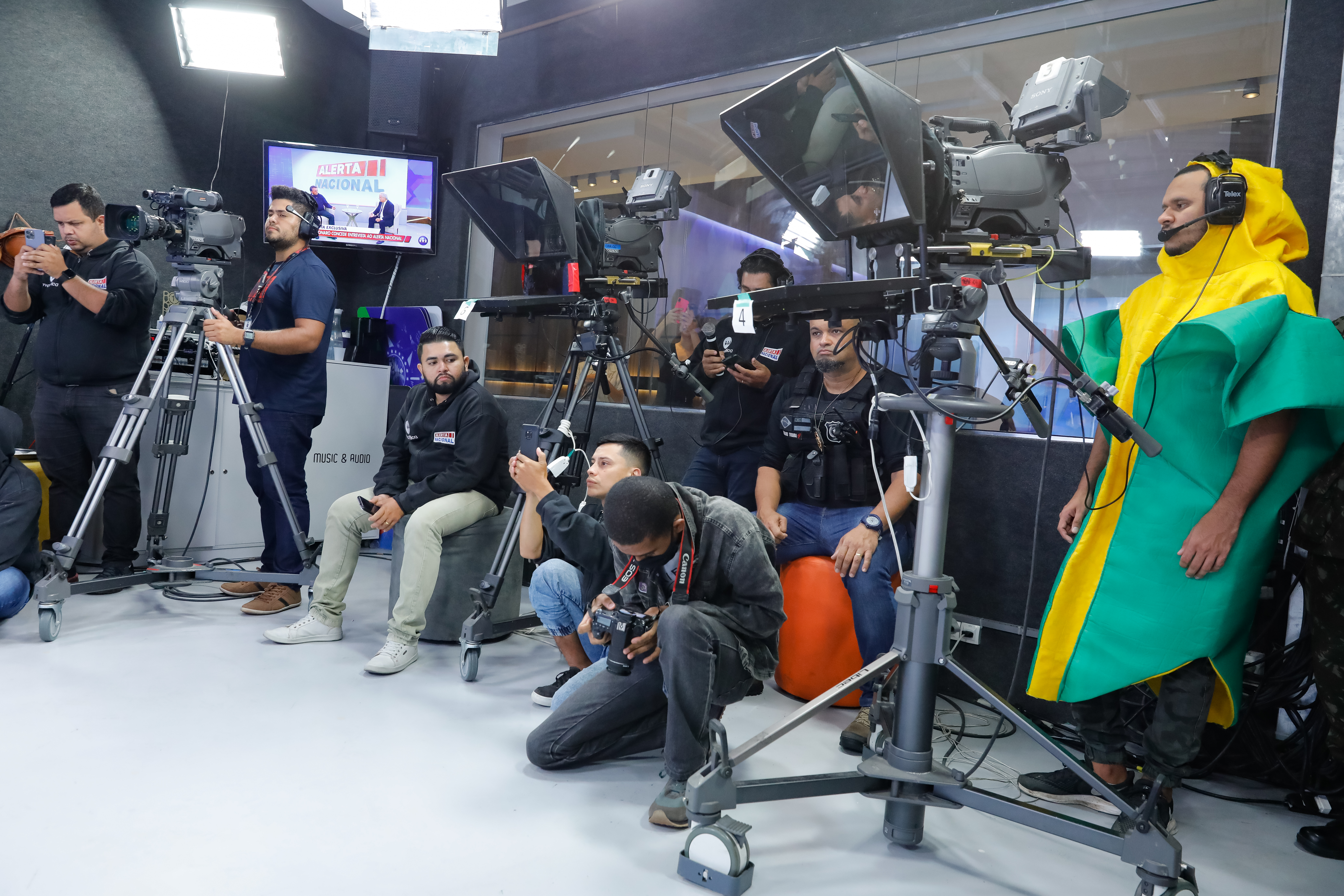
Reparto detrás de las cámaras.

- Tommy Gretchen (Israel Silva): es uno de los camarógrafos del programa que parodia a Thammy Miranda.[16]
- Zé Ressaca (Júlio César): es un empleado que siempre lleva una jarra de cerveza, a veces participa en los desafíos de Sikêra y tiene su propio jingle.[16]

Además de estos personajes, sátiras de personalidades famosas como Michelle Obama (Wallacy Bruno), Bob Nóia (parodia de Bob Marley - Ninno de Paula), Jumento Órfão, Machadão Bezerra (Adriene Júnior, parodia del gobernador de Rio Grande do Norte, Fátima Bezerra - una de sus consignas más conocidas es que cuando se le pregunta sobre lo contradictorio, Machadão responde: "É góópi", expresión utilizada por miembros de partidos de izquierda y por la propia Fátima Bezerra para criticar el juicio político a Dilma Rousseff), Peroba y Amazon Joker.

## Controversias

#### Apoyo al Gobierno de Jair Bolsonaro y falta de respeto a los derechos humanos
El programa cuenta con una extensa lista de críticas por parte del público, principalmente por irrespeto a los derechos humanos, además de acusaciones de homofobia por parte del presentador, incluso ridiculizando a los homosexuales en vivo, hecho heredado del propio presentador de estaciones antecesoras. El apoyo incondicional al gobierno de Jair Bolsonaro también trajo una serie de ataques a los sectores de izquierda en el propio programa.

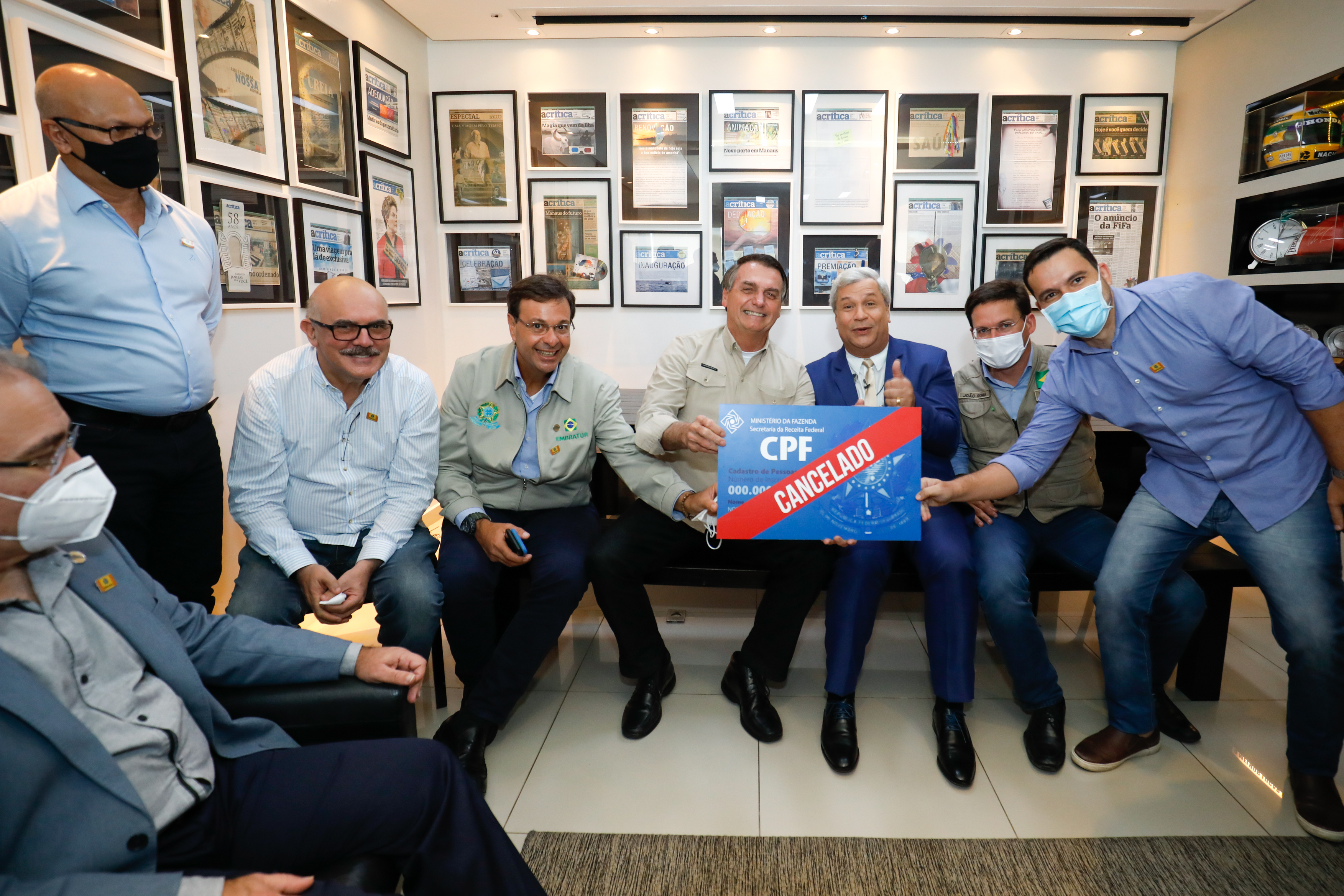
Sikêra Júnior y Jair Bolsonaro posaron para una foto mostrando un cartel con "CPF cancelado", expresión utilizada para referirse a los muertos en enfrentamiento con la policía en Brasil.

El 23 de abril de 2021, Rede TV! y TV A Crítica transmitió una edición especial del programa con el presidente Jair Bolsonaro (sin fiesta), alrededor de las 20:30 hora de Brasilia. En la entrevista, Bolsonaro arremetió contra el diputado federal y expresidente de la Cámara, Rodrigo Maia (DEM-RJ) sobre la reforma tributaria, además de atacar las medidas de restricción impuestas por alcaldes y gobernadores durante el período crítico de la pandemia de la COVID-19. 19, con amenazas de sacar a la calle al ejército y las fuerzas amadas en cumplimiento del artículo 5 de la Constitución Federal, que otorga el derecho de ir y venir. La exhibición de la entrevista que brindó Rede TV! una audiencia de 1,2 puntos y picos de 1,8, elevando las tasas de la franja nocturna que suele quedarse en el famoso rasgo de audiencia (nombre que se da a las tasas por debajo de 1 punto). Poco después del especial, comenzó a circular una foto del presidente, junto al presentador y su equipo, portando un cartel que decía "CPF Cancelado", que es una expresión que usa el programa para referirse a los muertos en el enfrentamiento con la policía. o facciones, además de otras imágenes de los empleados de TV A Crítica sin el uso de mascarillas, así como de todo el equipo de Alerta Amazonas y algunos ministros que participaron en la reunión. Este hecho tuvo un impacto negativo en las redes sociales, pues coincidió con el momento en que Brasil superó las 400.000 muertes por COVID-19.
El 17 de junio, se revela en un documento enviado al CPI da COVID-19 que la presentadora recibió R$ 120 mil en fondos públicos para participar en campañas publicitarias del gobierno. En la edición del día 18, Sikera confesó que recibió el monto, además de lanzar mensajes indirectos a otros medios como Folha de S.Paulo y TV Globo . Más tarde, también reveló el salario que gana en RedeTV, estimado en R$ 500 mil

#### Polémica con Xuxa Meneghel
En una red social, la activista Luisa Mell compartió un video donde Sikera se burla de satirizar a un granjero violando a una yegua. Al ver el video, Xuxa en ese momento, todavía presentadora en RecordTV, desaprobó las imágenes y la activista Luiza Mell respondió de inmediato detonando el programa.
El 24 de octubre de 2020, Sikera, al iniciar el programa, acusó a Xuxa de pedofilia, mientras lanzaba el libro Maya: Baby Rainbow como respuesta a su comentario en la publicación de Luiza. En su declaración, SIkera declaró:

Desafortunadamente, yo era un gran fan. Yo era pequeña, mi sueño era ir al público a ver a la llamada reina. Hoy ya no hay público, se empuja todo el tiempo. El que ahora lanzará un libro LGBT para niños, ¿ves? ¡Para niño! ¡Un libro LGBT para niños! ¡Cuidado con tu hijo! ¡Cuidado con tu hija! El mismo que hizo una película con un niño. ¡Sí! Se desnuda con un niño de 12 años. Ex-reina, quiero decirte que la pedofilia es un delito y no prescribe, ¿de acuerdo?

En otro momento también afirmó:

¡Estás usando ese nombre que creaste para llevar a los niños ahora a traviesos, a quejarse, a suruba! Tu hija diciendo que le ofreció marihuana a 'tu'. ¿Es eso una cosa para decir, 'tu', un formador de opinión? ¿Y ahí? Todos preocupados por la cola de caballo, ¿eh? Disculparse por las drogas también es un delito, exreina

Tras las acusaciones de Sikera, Xuxa lanzó la campaña "La zoofilia no es una broma" y recibió el apoyo de varios famosos, entre ellos incluso Ratinho, uno de los presentadores más cercanos a Sikera. En respuesta a la campaña de Xuxa, Sikera lanzó la campaña #PedofiliaNãoPresecreve, desafiando la repercusión de Xuxa. Por los ataques, la presentadora interpuso una demanda contra Sikera. Algunas de esas demandas interpuestas por el presentador fueron favorables al periodista pernambucano, hecho celebrado en vivo en una de las ediciones de Alerta Nacional.

#### LGBTfobia y pérdida de patrocinios
En una declaración jurada en la edición del 25 de junio de 2021, Sikera anunció el lanzamiento de una campaña de boicot contra Burger King por un comercial que involucraba a una pareja gay y un niño, además de hacer asociaciones con el comunismo . Este discurso de Sikera llevó a la Alianza Nacional LGBTQI+ a interponer una demanda y una orden de aprehensión contra el presentador por el delito de LGBTfobia a través del Ministerio Público Federal y el Ministerio Público de Amazonas debido a que el presentador se refiere a los homosexuales como "raza miserable". También hubo presiones para que algunas marcas dejaran de anunciarse en el programa, y algunas de ellas cancelaron sus contratos de patrocinio, a saber, MRV, TIM, Hapvida, Ford, Novo Mundo, Sorridents, Blindex, Kicaldo y Caixa. Magazine Luiza, Nívea y Seara, a pesar de no anunciarse en el programa, pidieron a YouTube que bloquee sus anuncios en cualquier video del programa en la plataforma. Con la pérdida del patrocinio, el programa también vio reducido su tiempo de descanso de cuatro minutos a solo un minuto y treinta segundos, lo que provocó pérdidas comerciales tanto para TV A Crítica como para RedeTV!. En una nota, RedeTV! afirma que desaprueba enérgicamente todo tipo de prejuicio contra las razas, los géneros y la tradición, pero no ha sancionado al presentador.